# Micașist
Micașistul este o rocă metamorfică de metamorfism dinamo-termic. Ea rezultă prin transformarea argilelor.
Compoziția chimică: Media a 5 analize chimice efectuate pe micașisturi de proveniența diferită arată următoarele conținuturi: 50,71% SiO2; 1,20% TiO2; 21,21% Al2O3; 4,19% Fe2O3; 9,40% Feo; 1,06% MnO; 3,48% MgO; 1,07% CaO; 1,41% Na2O și 3,51% K2O.
Compoziție mineralogică: Mineralele principale: biotit, muscovit, cuarț, câteodată și paragonit.
Minerale accesorii: feldspați ortoclazi și plagioclazi (sub 10%), almandin, staurolit, disten, epidot, zircon, titanit, turmalină și magnetit.
Minerale secundare: sericit, clorit, caolinit, calcit și limonit.
Structură: lepidoblastică (solzoasă), rar porfiroblastică.
Textură: șistoasă, uneori rubanată.
Proprietăți fizice: densitate: 2,7 - 3,1 g/cm3; culoare albă, pestriță, brună, funcție de compoziția chimică calitativă și cantitativă.
Proprietăți mecanice: Rezistențele mecanice sunt, în general, scăzute, datorită prezenței micii și șistozității ridicate.
Întrebuințări: Micașisturile foarte bogate în cuarț și cu rezistențe mecanice mai ridicate pot fi folosite pentru impietruirea drumurilor și unele construcții ușoare, sau ca pietre de fântâni. Mai sunt utilizate pentru extragerea unor minerale accesorii utile (disten).
Varietăți: micașisturi cu biotit, micașisturi cu muscovit, micașisturi cu ambele mice, șisturi micacee cu almandin, cu staurolit, cu disten, cu andaluzit, etc.
Răspândire: sunt foarte răspândite în faciesurile mezometamorfice din diferite zone ale globului: Italia (Airolo în Sasso Rosso), Rusia.
În România, micașisturi și șisturi micacee sunt cunoscute în seria metamorfică de Haghimas din Munții Rodnei, în Carpații Meridionali (zonă centrală a munților Făgăraș, Munții Cibin, Lotrului, Parâng, Retezat, Semenic) și în seriile de Someș (Munții Gilăului) și Madrizești (Munții Highis) din Apuseni.